# Stazione di Alassio
Stazione di Alassio vasútállomás Olaszországban, Alassio településen.

## Vasútvonalak
Az állomást az alábbi vasútvonalak érintik:
- Genova–Ventimiglia-vasútvonal

## Kapcsolódó állomások
A vasútállomáshoz az alábbi állomások vannak a legközelebb:
- Stazione di Laigueglia
- Stazione di Albenga